# Extension (anatomi)
Extension, även extendera,  är en anatomisk, kinesiologisk term som avser sträckning av en led i sagittalplanet (framåt-bakåt), så att leden rätas ut. Exempel på extension är knänas uträtning då man reser sig upp, eller pekfingerledernas när man pekar med fingret.  Motsatsen är flexion, böjning av leden.